# San Pedro (departamento de Jujuy)
San Pedro é um departamento da argentina da província de Jujuy. Possui uma população de 74.903 habitantes. O departamento está dividido em 22 cidades:
- El Puesto
- Parapetí
- Arrayanal
- Rosario de Río Grande
- Don Emilio
- El Sauzal (Jujuy)
- Arroyo Colorado
- San Antonio (San Pedro)
- Piedritas
- El Acheral
- Miraflores
- Palos Blancos
- La Manga
- San Lucas
- El Quemado
- Barro Negro
- El Piquete
- La Esperanza
- La Mendieta
- Rodeíto
- San Pedro de Jujuy
- Santa Rita (Jujuy)
- San Juan de Dios (Jujuy
- Esquina de Quisto